# Histon (Cambridgeshire)
Histon – wieś i civil parish w Anglii, w Cambridgeshire, w dystrykcie South Cambridgeshire. W 2011 civil parish liczyła 4655 mieszkańców. Histon jest wspomniana w Domesday Book (1086) jako Histone. Histon i Impington przecina droga nr A14.

## Etymologia nazwy
Nazwa ta może oznaczać: "przysiółek młodych wojowników" lub "miejsce zbiórki". Innym prawdopodobnym pochodzeniem jest forma stworzona z dwóch Anglosaskich wyrazów "hyse" i "tun". "Hyse" oznacza z "młodzieniec " lub „wojownik" a "tun" – "dom" bądź "gospodarstwo". Nazwa tej miejscowości pozostała względnie nie zmieniona od czasu spisu powszechnego z 1086 tzw. Domesday Book kiedy to została zapisana jako "Histone"

## Kościoły

### Kościół św. Andrzeja, Histon

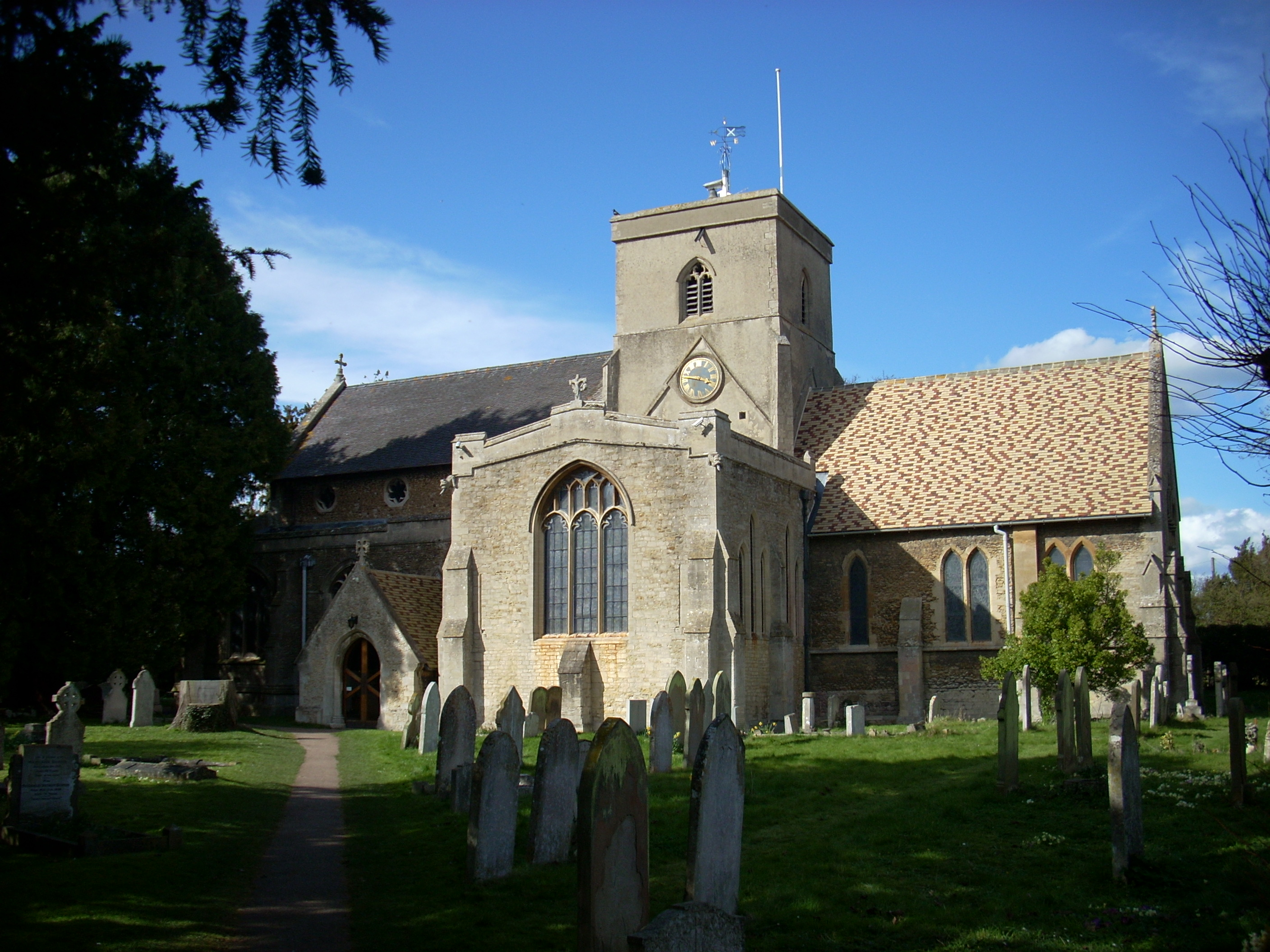
Kościół św. Andrzeja w Histon

Pierwsze zapiski o kościele pojawiły się w roku 1217 a zostały zmodyfikowane w 1270. Większość z prac budowlanych prowadzano w XII i XIV wieku a intensywne prace odnawiania w XIX i XX wieku. Na kościele od 1553 r. zostały umieszczone dzwony. Najstarszy z nich, który jest tam po dziś dzień pochodzi z 1556 r. i jest autorstwa Austen Bracker z Islington. Jest objęty ochroną jako jedyny znany dzwon autorstwa Bracker.

### Metodyści w Histon
W Histon funkcjonowały dwie kaplice Metodystów. Jedna z nich, wybudowana w 1822 r. jest obecnie wykorzystywana jako budynek apteki. W 1896 r. budynek został sprzedany i Metodyści przenieśli się do swojej obecnej siedziby na High Street w Histon. Budynek obecnej siedziby został skonstruowany w 1896 r. jako Matthews' Memorial Church ku pamięci Richarda Matthewsa.

### Baptyści w Histon

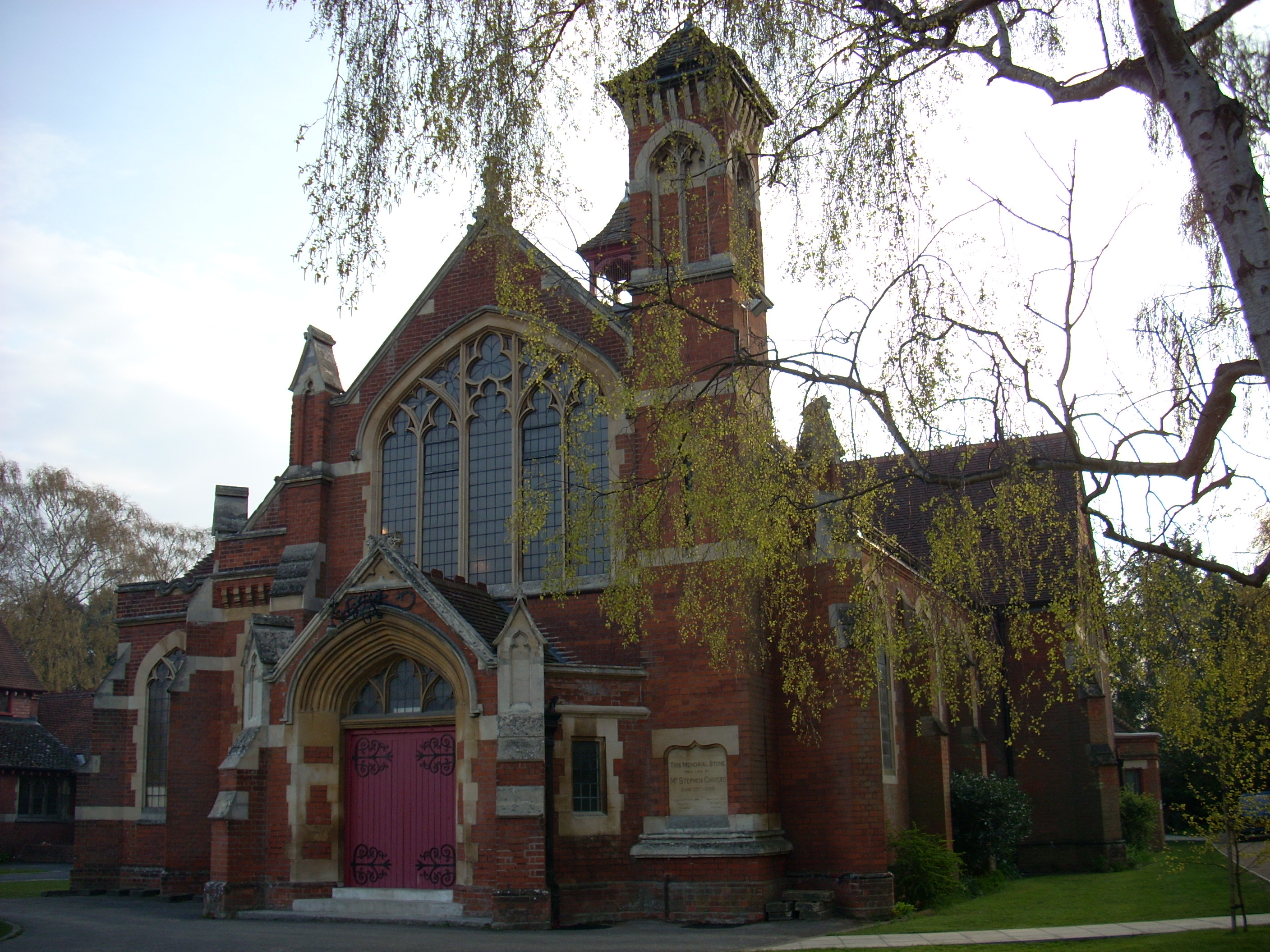
Kościół Baptystów w Histon

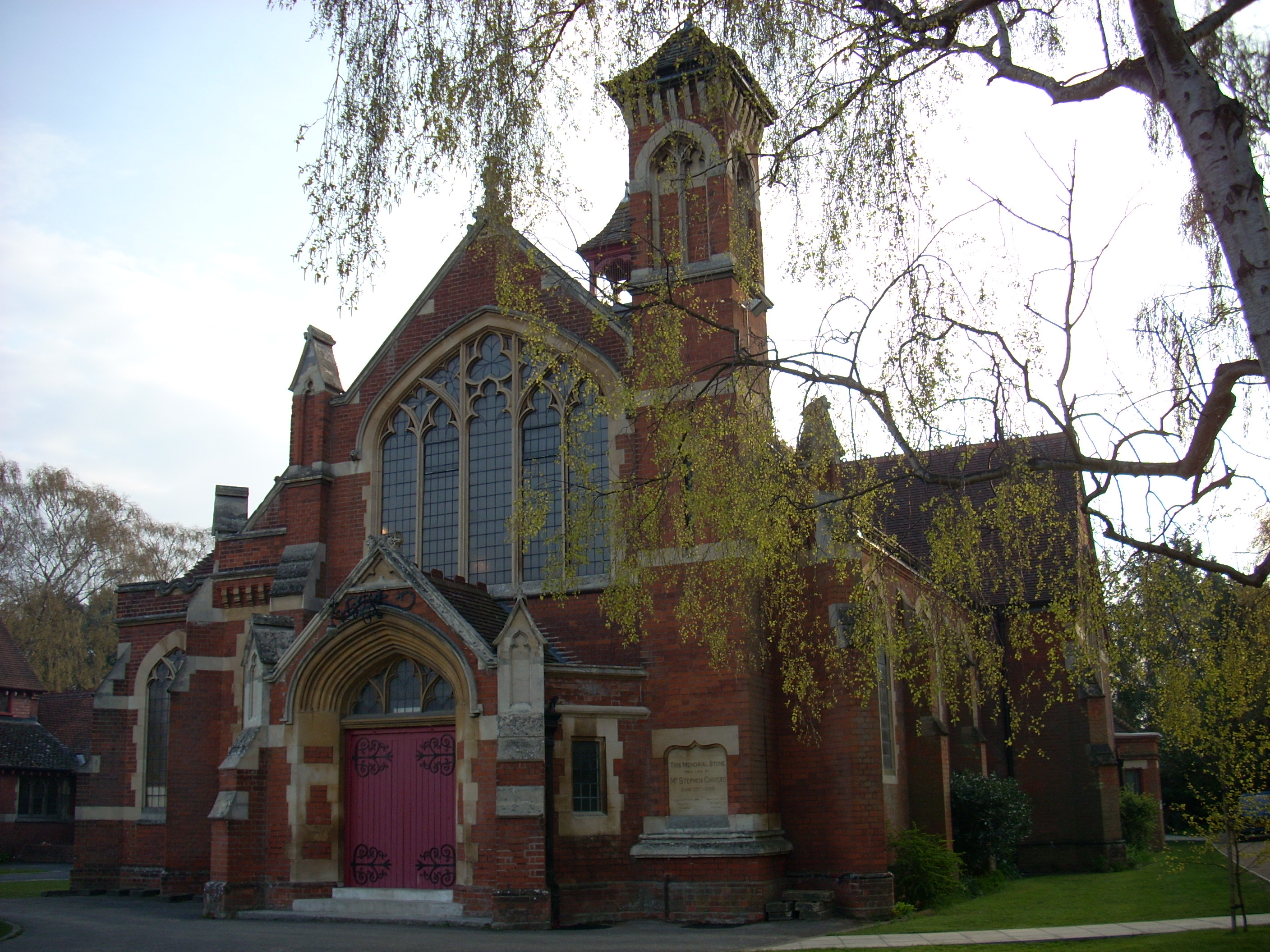
Kościół Baptystów w Histon

Baptyści również zajmowali dwie siedziby. Pierwsza kaplica została zbudowana w 1859 roku i zamknięta w 1899. Obecnie w budynku znajdują się mieszkania. Obecna kaplica została wybudowana w 1899 r. z pieniędzy i na terenach ofiarowanych przez Stevena Chiversa. W 1908 r. została rozbudowana.

### Metodyści w Histon
W Histon funkcjonowały dwie kaplice Metodystów. Jedna z nich, wybudowana w 1822 r. jest obecnie wykorzystywana jako budynek apteki. W 1896 r. budynek został sprzedany i Metodyści przenieśli się do swojej obecnej siedziby na High Street w Histon. Budynek obecnej siedziby został skonstruowany w 1896 r. jako Matthews' Memorial Church ku pamięci Richarda Matthewsa.

### Baptyści w Histon
Baptyści również zajmowali dwie siedziby. Pierwsza kaplica została zbudowana w 1859 roku i zamknięta w 1899. Obecnie w budynku znajdują się mieszkania. Obecna kaplica została wybudowana w 1899 r. z pieniędzy i na terenach ofiarowanych przez Stevena Chiversa. W 1908 r. została rozbudowana.

## Szkoły w Histon
Szkoła w Histon ma swój początek w roku 1722. W 1729 uzyskała ona pieniądze z fundacji Elizabeth March. Do roku 1840 szkoła mieściła się w kościele parafialnym a następnie wybudowano budynek szkolny gotowy pomieścić aż do 70 dzieci. Nazwano ją School Hill. W 1872 r. szkołę rozbudowano. Stała się ona modelem szkoły dla całego hrabstwa. Od roku 1893 kontynuowano rozbudową powiększając ją o południowe skrzydło. W 1913 roku szkoła przeniosła się do obecnej siedziby a stary budynek przekazano kościołowi.

## Przedszkole Histon
W 1943 r. budynek szkoły narodowej w Impington został ponownie otworzony. Utworzono tam przedszkole dla dzieci, których matki zaangażowane były w prace wojenne.
Z czasem te dwie wsie zaczęły się rozrastać i splatać ze sobą do takiego stopnia, że dziś ciężko jest określić, gdzie zaczyna się i kończy każda z nich. 
W sumie w Histon i Impington jest sześć pubów: The Red Lion, The Barley Mow, The Boot, The Railway Vue, The King Williami The Rose and Crown. Są tam też przedszkole, żłobek, szkoła podstawowa i liceum.

## Etymologia nazwy
Prawdopodobnie najstarszą częścią Histon jest Gun 's Lane, nazwana imieniem rodziny która kiedyś mieszkała na tej alejce. Dzisiaj jest to zwykła uliczka jednakże przez wieki była to brukowana droga z Cambridge do Ely, która była główną drogą do Fenland. Nazwy Histon i Impington są najprawdopodobniej saksońskiego pochodzenia ponieważ obie kończą się na "ton".

## Historia
Niektóre ze szlaków przechodzących przez te dwie miejscowości uważane są za prehistoryczne. Wzdłuż nich i w ich okolicach wykopano krzemienne narzędzia a zdjęcia lotnicze pokazują ślady starożytnego osadnictwa z Epoki Żelaza oraz Starożytnego Rzymu. Dowodem na to mogą być też szczątki rzymskich wyrobów ceramicznych znalezione na tym obszarze.

## Kolej I Fabryka Chiversów

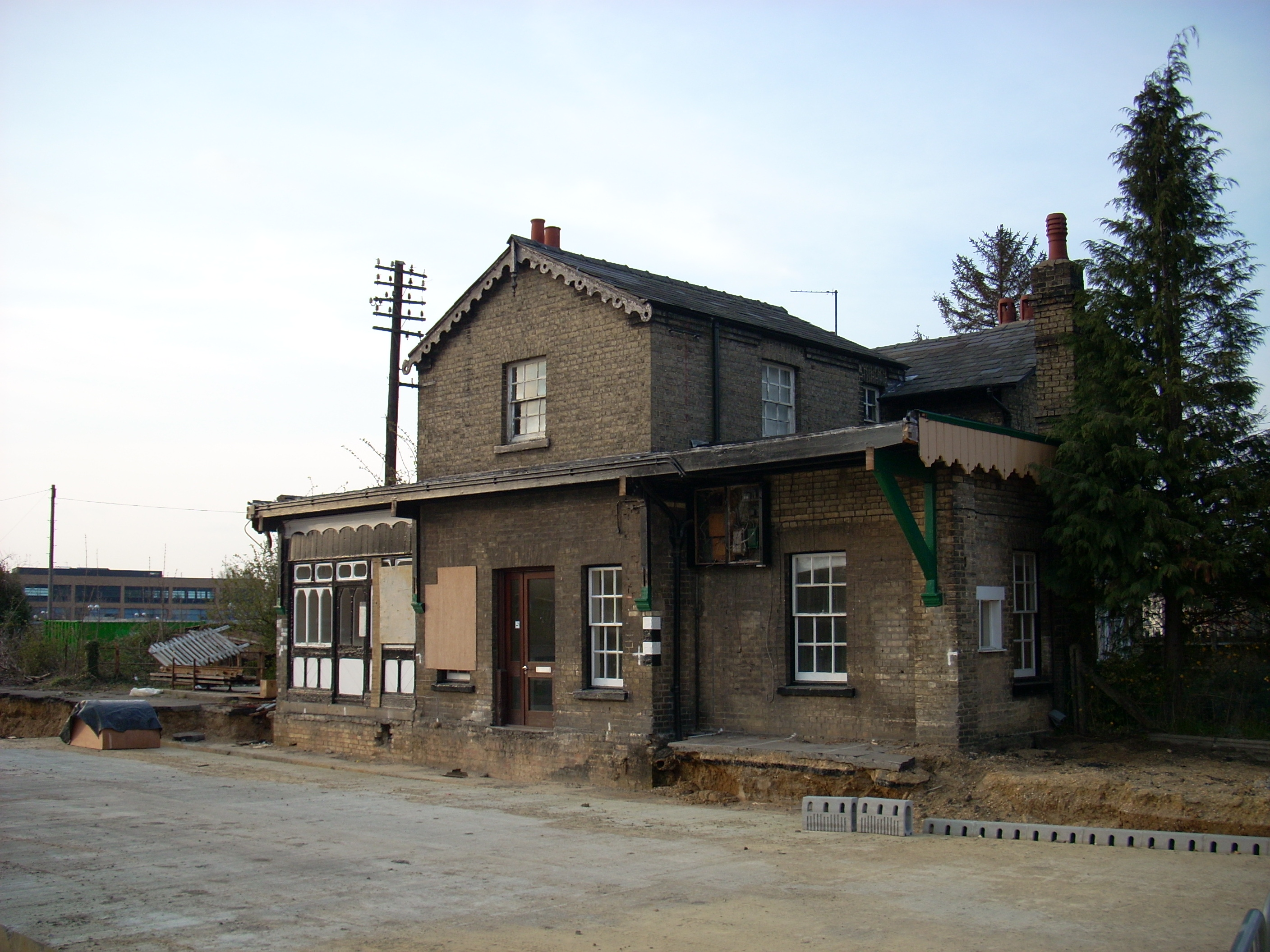
Nieczynna stacja w Histon

Uruchomienie linii kolejowej z St Ives do Cambridge spowodowało przyspieszenie wzrostu obu miejscowości oraz rozwój przedsiębiorstw na ich terenie. Steven Chivers był jednym z pierwszych, którzy skorzystali z możliwości, jakie stworzyło to wydarzenie. W 1850 roku kupił on sad w pobliżu linii kolejowej co dawało mu dostęp do Londynu i północnej Anglii i w roku 1870 wysłał on swoich synów by otworzyli centrum dystrybucji w Bradford. Ich klientami byli głównie producenci dżemu. Nie umknęło to uwadze synom Chiversa. Dzięki wspaniałym zbiorom owoców 1873 przekonali oni ojca i zrobili swój pierwszy dżem w stodole na Milton Road w Impington. Do roku 1895 bracia Chivers zróżnicowali swoje produkty. Produkowali lemoniadę, marmoladę i galaretki deserowe. Byli też pierwszymi w Europie na dużą skalę produkującymi jedzenie w puszkach. W 1939 firma posiadała większość z największych gospodarstw w Histon i Impington, wiatrak w Impington oraz 32 km² ziemi we Wschodniej Anglii. Fabryka zatrudniała około 3000 ludzi. Fabryka i gospodarstwa zostały sprzedane marce Schweppes w 1959 r., jednak rodzina Chivers odkupiła gospodarstwa w 1961 r.
W latach 60. XX w. przez stacje w Histon przejeżdżało dziennie ok. 80 pociągów. Powodowało to wiele przeszkód dla użytkowników drogi. W 1963 r. Królowa Elżbieta, Matka otworzyła most omijający drogę. Plany jego wybudowania pojawiły się już wcześniej jednak zostały opóźnione przez Drugą Wojnę Światową. Mimo że, po nie więcej niż 10 latach wycofano przewozy pasażerskie, sezonowi dostawcy owoców nadal dostarczali produkty koleją do fabryki Chivers. Trwało to do roku 1983. Lata 80. XX wieku przyniosły kres fabryce. Przestrzeń została sprzedana deweloperom i nowa fabryka za 5 mln funtów została wybudowana. Jest własnością Premier Foods i produkuje masło orzechowe Sun-Par, puree ziemniaczane oraz dżemy.

## Kościoły
W obu miejscowościach jest 5 miejsc modlitwy skupiających 6 kongregacji. Są dwa kościoły anglikańskie, oba imienia Świętego Andrzeja, kościół metodystów, kościół baptystów oraz kościół Armii Zbawienia. Ponadto kongregacja zwana Kościołem Nowego Życia utworzona w 2004 roku spotyka się w niedzielne popołudnia w budynku kościoła Baptystów. Wszystkie te kongregacje współpracują blisko poprzez Rade Kościołów z Histon i Impington.

### Armia Zbawienia
W 1896 r. Armia Zbawienia wynajęła starą kaplice Metodystów ale kiedy budynek został zakupiony przez firmę Co-Op w 1903 wznieśli on tymczasowy budynek zaraz obok i pozostawali tam przez jakiś czas. Ten budynek był również po jakimś czasie sprzedany Co-Op, która dzięki temu powiększyła swój sklep do obecnych rozmiarów. Armia Zbawienia przeniosła się do swej dzisiejszej siedziby na Impington Lane.

## Edukacja

### Szkoła podstawowa, Histon i Impington
Szkoła ta była wybudowana w 1912 r. za pieniądze otrzymane od Johna Chiversa. Była przeznaczona dla dzieci z pobliskich miejscowości w wieku od 8 do 14 lat.